# Anabasis brachiata
Anabasis brachiata là loài thực vật có hoa thuộc họ Dền. Loài này được Fisch. & C.A.Mey. ex Kar. & Kir. mô tả khoa học đầu tiên năm 1842.